# Projektová rizika
Definice projektu říká, že se jedná o činnost, která je jedinečná (unikátní) a omezená v čase. Tyto dvě klíčové charakteristiky odlišují projekt od procesu. Jedná se o činnost, která není realizována opakovaně za dosažením stejných výsledků. Projekt je ohraničen zdroji - lidskými, materiálními, finančními. Trojice skutečností, které projekt ovlivňují (čas, zdroje, výstupy) se nazývá Trojimperativ. S ohledem na tyto tři parametry jsou s projektem spojená i jeho rizika. De-facto neexistuje projekt bez rizik. Úspěšnou realizací projektu se zabývá činnost Projektové řízení jehož nedílnou součástí je i Řízení projektových rizik.

## Nejčastější rizika projektu
Identifikace rizik vyplývá z charakteru konkrétního projektu. Existuje několik možností jak členit základní projektová rizika:

### Rizika, dle situací
- Komunikační rizika

- jedná se o nedorozumění, přílišnou nebo naopak nedostatečnou zainteresovanost a iniciativu při spolupráci
- Sociální rizika

- přidělení pracovníků s neodpovídající kvalifikací, problémy se spoluprací v týmu, ochrana proti lovcům mozků, problémy s motivací pracovníků
- Technologická rizika

- chyby při návrhu workflow, ztráta nebo poškození dokumentů a dat
- Externí rizika

- jedná se o rizika, která se nedají ovlivnit, změny úrokových sazeb, inflace, cen na trhu práce pro klíčové zaměstnance, postoj veřejnosti vůči IT, legislativa, daňové a politické změny
- Interní rizika

- podnikové strategie, změny likvidity solventnosti a bonity

### Rizika ve vztahu k projektu
Rizika všeobecná projektová
Významnou skupinu těchto rizik tvoří tzv. rizika politická, která mívají často drtivější dopad než rizika technologická. Mezi všeobecná projektová rizika patří zejména:
- Volba nevhodných členů týmu

- Je nutné počítat s odstoupením některých členů z projektu z důvodů jako je nemoc, vážné rodinné problémy, závažné nedostatky v pracovní činnosti, výpověď pracovníka. Proto je vhodné správné nastavení sdílení všech informací získaných nejen od uživatele, ale i od ostatních pracovníků týmu.
- Špatná komunikace mezi členy projektového týmu

- V plánu projektu jasně vymezit způsoby a techniky interní komunikace.
- Nesprávně nastavené odpovědnosti a pravomoci členů projektového týmu

- Jasné nastavení odpovědností v plánu projektu zamezí možným budoucím konfliktům při řešení problémů v určité oblasti.
- Nezájem členů týmu na výsledku projektu

- Souvisí se špatnou motivací pracovníků na projektu, která může být dána špatným nastavením kritérií a pravidel hodnocení nebo neschopností vedoucího projektu (nedostatečné manažerské a vůdcovské dovednosti).
- Nedostatečná komunikace s uživateli projektu, sponzorem; dlouhé komunikační řetězce

- V plánu projektu jasně vymezit způsoby a techniky externí komunikace. Uživatel často dostává produkt, který vůbec nechtěl, nesplňuje jeho požadavky, očekávání bylo odlišné nebo obsahuje nepotřebnou funkcionalitu. To vše může být způsobeno zanedbávanou zpětnou vazbou od skutečných uživatelů (nezapomenout: uživatel je nejdůležitější subjekt pro závěrečné hodnocení projektu).
- Opomenutí PR

- Od samého počátku příprav na projektu (projektový záměr) by měla být uvolňována část informací pro veřejnou sféru.
- Nedostatečná podpora ze strany sponzora projektu

- Ve společnosti, kde probíhá řada projektů najednou, je problematické zajistit, aby byl náš projekt vnímán jako prioritní ⇒ snaha přesvědčit představitele společnosti už při úvodní prezentaci projektového záměru o důležitosti našeho projektu.
- Absence častějších osobních porad pracovních skupin

- I přes to, že je komunikace mezi členy vyřešena v plánu projektu kvalitně, tak komunikace face to face stále přináší řadu přínosů pro všechny zúčastněné strany ⇒ zabudovat plán porad do plánu projektu a vyškolit pracovníka (nejčastěji vedoucí projektu) pro profesionální vedení porady.
- Nerealistické termíny

- Neustále se měnící požadavky

- Nedodržení rozpočtu

- Toto riziko významně souvisí s předchozími dvěma, neboť právě prodlužování konce projektu a změnová řízení s sebou nesou nemalé zvýšení nákladů.
- Podcenění fáze školení uživatelů

- Sponzor nemusí akceptovat projekt i přes to, že skončil ve stanoveném termínu a s nepřekročeným rozpočtem, když zjistí, že uživatelé daný produkt nejsou schopni ovládat a efektivně používat.
- Velký počet uživatelů nebo členů projektového týmu

- Zatímco počet uživatelů není možné z naší strany ovlivnit, tak počet členů projektového týmu by měl být koncipován s ohledem na velikost a složitost projektu. Je účelné, vyhýbat se zapojení pracovníků, kteří se vyznačují specifickou oblastí působnosti.
- Náročné a nepromyšlené vazby mezi systémy

- Nedostatečná zkušenost lidí na projektu

- Nedostatečný důraz na strategické cíle projektu

- Neprofesionální postupy při vývoji

- Nedostatky ve vývojovém prostředí

- Nedostatečné či neúplné testování

Rizika specifická pro daný projekt
Je nutné si uvědomit, že existuje řada dalších rizik, která se v předcházejících projektech nevyskytla a ani nemohla vyskytnout vzhledem k jeho jedinečnosti a neopakovatelnosti v určité sféře (soukromý sektor × veřejný sektor, subjekt zabývající se výrobou × subjekt nabízející služby).
Možnosti, jak členit rizika se do jisté míry překrývají, nicméně rozdělení rizik a jejich členění není to nejdůležitější. Nejpodstatnější je, abychom všechna rizika dokázali identifikovat. Pokud se nám podaří identifikovat všechna rizika spojená s projektem dokážeme se na ně připravit a vypracovat tzv. Plán rizik, dle kterého tyto rizika dokážeme odvrátit nebo je minimalizovat, popřípadě minimalizovat jejich následky.

## Plán projektových rizik
Součástí plánu každého projektu musí být vypracování plánu projektových rizik. V tomto plánu je nutné identifikovat všechna potenciální i reálná rizika; určit pravděpodobnost a závažnost každého z nich a navrhnout mechanismy řešení. Plán rizik určuje a definuje odpovědné osoby spojené s plněním krizových opatření. Do činností, které jsou při tvorbě plánu rizik nezbytné, patři: Identifikace rizik, Hodnocení rizik a samotné Zhotovení tabulky plánu rizik.

### Identifikace rizik
Při identifikaci rizik dochází k jejich rozdělení na interní a externí. Interní rizika souvisí s činností na projektu, dají se lépe ovlivnit a řídit. Rizika externí jsou neovlivnitelná, může docházet i k neočekávaným rizikům na počátku i v průběhu realizace. S identifikací tedy souvisí průběžná aktualizace a úpravy plánu rizik. I když ve většině projektů nebudeme schopni odhalit všechna rizika, správným plánem a návrhy řešení je můžeme významně minimalizovat.
Vstupy pro identifikaci rizik by měly být:
Projektový záměr, plán projektu, projektový deník, zprávy z ukončení jednotlivých etap projektu, zkušenosti z minulých projektů.
Techniky identifikace rizik
- Kontrolní seznam (checklist) – systematická kontrola předem stanovených podmínek a opatření. Seznamy kontrolních otázek (checklists) jsou generovány na základě seznamu charakteristik sledovaného systému nebo činností, které souvisejí se systémem a potenciálními dopady, selháním prvku systému a vznikem škod (např. metoda IPR - Identifikace Procesů a Rizik - ).

- Bezpečnostní kontrola (safety audit) – postup hledání potenciálně možné nehody či provozního problému. Je používán připravený seznam otázek a matice pro skórování rizik.

- Co se stane když (what-if analysis) – montánní diskuse a hledání nápadů, ve které skupina zkušených lidí dobře obeznámených s procesem klade otázky nebo vyslovuje úvahy o možných nehodách.

- Diskuse (odborníci, zainteresované osoby…)

- SWOT

- Brainstorming

Dále pak různé typy analýz:
- Analýza stromu událostí (ebeny tree analysis = ETA)

- Sledování průběhu procesu na základě dvou událostí – příznivé a nepříznivé. Jedná se o graficko-statistickou metodu – vznik rozvětveného stromu ze kterého se stanovují rizika.
- Analýza lidské spolehlivosti (human reliability analysis = HRA)

- Posouzení vlivu lidského činitele na výskyt nehod, havárií apod. či jejich dopadů. Jde o posouzení činitelů lidského faktoru a lidské chyby. Zahrnuje přístupy mikroergonomické (vztah „člověk – stroj“) a makroergonomické (vztah „člověk – technologie“). Vztah s platnými prac. předpisy.
- Analýza citlivosti

- Zjišťujeme jak se změní vybraný parametr – např. zisk v závislosti na změně vybraných parametrů projektu – např. objem prodeje, inflace, úrokových sazbách, mzdách. Analýzou citlivosti jsme schopni definovat "pásmo bezpečnosti" projektu tj. za jak velkých změn vstupních veličin je ještě projekt realizovatelný a nese minimální hodnotu výnosu.
- Analýza bodu zvratu

- Využívá postupů analýzy citlivosti. Sleduje, do jaké míry se může zvolená proměnná (z okolí) měnit, až je docíleno "0" hodnoty závislého parametru, tzn. "Bodu zvratu". Rovněž zde definujeme pásmo bezpečnosti, v němž bude projekt vyhovovat minimálním požadavkům na realizaci
- Využití simulačních nástrojů

- Jedná se o možnost projektu jako celek sestavit s podporou především softwarových produktů. Umožňuje měnit vstupní veličiny a vytvářet tak jednotlivé alternativy projektu. Kvalitní simulační nástroje umožní simulovat také vývoj veličin v čase.
- Metoda RIPRAN (Risk Project Analysis)

- Představuje jednoduchou empirickou metodu pro analýzu rizika projektů. Je vhodná pro středně velké firemní projekty. Chápe analýzu rizika jako proces, který se skládá ze tří činností: Identifikace rizika, Kvantifikace rizika, Snižování rizika
Výstupy z identifikace rizik
- zdroje rizik (přímé – změny požadavků, nedorozumění, nedostatečné zadání, špatně definované odpovědnosti, chybné odhady, nezkušení pracovníci apod.)
- potenciální rizikové události (události vykazující známky rizika)
- rizikové symptomy (příznaky rizik – např. špatná morálka týmu)

### Hodnocení rizik
Z předchozí činnosti máme známé vstupy pro hodnocení rizik, těmito vstupy jsou zdroje rizik a potenciální rizikové události, můžeme tedy přikročit k samotnému hodnocení těchto rizik.
Musíme stanovit pět základních parametrů, ke každému riziku:
- stanovení tolerance (definování hraničních hodnot, které jsme při projektu schopni tolerovat)

- určení váhy rizika (dle dopadu na průběh projektu – závažnost rizika)

- přiřazení pravděpodobnosti (s jakou pravděpodobností dané riziko nastane – otevřený interval(0, 1))

- určení dopadů rizika (jaký dopad má dané rizik na projekt a jeho průběh – slovní vyjádření váhy rizika)

- stanovení hodnoty rizika (= součin váhy rizika a jeho pravděpodobnosti)

Dále existují různé techniky a metody pro měření rizik:
- párové porovnání (porovnávání dvou možností ⇒ setřídění)
- statistická metoda (sledování četností z různých šetření)
- expertní odhady
- simulace (dobré podpořit softwarovými produkty)

Výstupy z této metody tedy jsou: váhy rizik, pravděpodobnosti rizik, hodnoty rizik.

### Zhotovení tabulky plánu rizik
Zdrojem pro vyhotovení tabulky plánu je seznam jednotlivých rizik, kde každé riziko je popsáno na jednom řádku. Dále je definována rizikům určená váha rizika, pravděpodobnost jeho výskytu, stanovení míry tolerance rizika, určení jeho dopadu na projekt a stanovená hodnota rizika.
Další činnosti, které musí následovat:
- Určení preventivního opatření – určuje a popisuje činnosti, které mají předejít tomuto riziku. Předejít vzniku rizika se samozřejmě nedá, ale v některých případech se dá preventivně zajistit, aby se riziko neprojevilo.

- Určení odpovědné osoby za provedení preventivního opatření – tato osoba musí být vždy jmenovitě stanovena.

- Určení krizového scénáře – pokud už riziko propukne, je potřeba jeho následky minimalizovat. Vždy je dobré předpokládat, že rizik propukne v plném rozsahu a je nutné uvažovat, jak nám to ohrozí projekt. Proto je důležité mít vždy po ruce scénář, co dělat abychom riziko dostali opět pod kontrolu.

- Určení odpovědné osoby za dodržení krizového scénáře – stejná zodpovědnost jako případě osoby pověřené provedením preventivního opatření.

## Průběžné monitorování rizik
Po dobu trvání celého projektu je potřeba sledovat a případně aktualizovat plán rizik. U krátkých projektů (jeden či několik dnů) není aktualizace tak důležitá v případě, že jsme neopomněli žádné významné riziko. U delších projektů by se mělo počítat s intervalem, ve kterém bude plán rizik kontrolován nebo aktualizován.

## Použitá Literatura
- Doležal, J. a kol., Projektový management podle IPMA. Praha: Grada Publishing, 2009 - 512 s. ISBN 978-80-247-2848-3
- Fiala, Petr - Řízení projektů, 2002
- Chlapek, Chocholatý - Řízení projektů IS/ICT, 2004
- Hausmann, Hojda, Řepa - Řízení projektů IS, 1997
- CREMENT X. - Kokoti jsou věční, Votobia, 1999
- GOLDRATT Eliyahu M., COX J. - Cíl, 1. vydání,Praha: InterQuality sro, 2001
- KAPLAN Robert S., NORTON David P. - Balanced Scorecard, 1.vydání, Praha: Management Press, 2000
- PACOVSKÝ P. - Člověk a čas, 1. vydání, Praha: Time Expert s.r.o., 2000
- ROSENAU, M. - Řízení projektů - příklady, teorie, praxe, 1.vydání, Brno: Computer Press, 2000